# Arie van Dienst
Arie van Dienst (Goudswaard, 25 april 1919 – 21 maart 1997) was een Nederlands politicus van de PvdA.
Hij was hoofdcommies en waarnemend gemeentesecretaris bij de gemeente Texel voor hij in 1956  benoemd werd tot burgemeester van Midwoud. In mei 1965 volgde zijn benoeming tot burgemeester van Krimpen aan de Lek. Van Dienst ging daar in november 1982 vervroegd met pensioen en overleed begin 1997 op 77-jarige leeftijd.